# Aeroporto Internazionale di Riga
L'Aeroporto Internazionale di Riga (IATA: RIX, ICAO: EVRA) è un aeroporto situato nel comune di Mārupe a 10 km dal centro di Riga, in Lettonia.
In occasione dell'800º anniversario della fondazione della città, avvenuto alla fine del 2001, è stato soggetto di numerosi interventi di ampliamento.
L'aeroporto dispone di un solo terminal passeggeri.

## Collegamenti con Riga
È possibile raggiungere l'aeroporto in autobus dal centro della città grazie al collegamento offerto dalla linea 22.